# Limenitis heredia
Limenitis heredia är en fjärilsart som beskrevs av Hans Fruhstorfer 1915. Limenitis heredia ingår i släktet Limenitis och familjen praktfjärilar. Inga underarter finns listade i Catalogue of Life.